# جایام راوی
جایام راوی (به انگلیسی: Jayam Ravi) (زاده ۱۰ سپتامبر ۱۹۸۰)، با نام بدو تولد موهان راوی که با نام هنری خود جایام راوی بیشتر معروف است، بازیگر هندی است که در سینمای تامیل فعالیت می‌کند.
از کارهای معروف او می‌توان به بازی در فیلم مرد تنها، آدی باگاوان، بین من و تو، شجاعت، بوگان، دلقک، پونیین سلوان: قسمت ۱، سانتوش سوبرامانیام، آنها هستند، تیک تیک تیک، از تسلیم‌شدن امتناع کنید، پاک‌کننده، زمین و پونیین سلوان: قسمت ۲ (۲۰۲۳) اشاره کرد.